# خوراك أباد (مزرعة نو)
خوراك أباد (بالفارسية: خوراک‌آباد) هي قرية و مستوطنة تقع في إيران في مركزي. يقدر عدد سكانها بـ 52 نسمة بحسب إحصاء 2016.